# My Humps
My Humps – piosenka zespołu Black Eyed Peas z albumu Monkey Business. 20 września 2005 została wydana jako trzeci singel promujący tę płytę. Utwór otrzymał dwie nagrody: Grammy za Najlepszą piosenkę wykonywaną przez duet bądź grupę oraz MTV Video Music Awards w kategorii MTV Video Music Award for Best Hip Hop Video. Wideoklip został nakręcony przez Fatime Robinson.

## Lista utworów
- CD maxi

1. "My Humps" (single version)
2. "My Humps" (Lil' Jon remix version)
3. "So Real"
4. "My Humps" (video)

- iTunes digital download

1. "My Humps" (Lil John remix version)

- 12 inch 33⅓ rpm black vinyl record from A&M Records

1. "My Humps" (radio edit) - 3:44
2. "My Humps" (instrumental) - 4:10 Side B
3. "My Humps" (album version) - 5:26
4. "My Humps" (a cappella) - 4:08

## Listy przebojów
| Lista przebojów (2005)            | Pozycja |
| --------------------------------- | ------- |
| Australia ARIA Singles Chart      | 1       |
| Austria Top 75 Singles            | 4       |
| Belgia Top 50 Singles             | 3       |
| Billboard Hot 100                 | 3       |
| Billboard Pop 100                 | 2       |
| Dania Top 40 Singles              | 5       |
| Finlandia Top 20 Singles          | 7       |
| Francja Top 100 Singles           | 11      |
| Holandia Top 40 Singles           | 4       |
| Irlandia Top 50 Singles           | 1       |
| Niemcy Top 100 Singles            | 4       |
| Norwegia Top 20 Singles           | 4       |
| Nowa Zelandia RIANZ Singles Chart | 1       |
| Rumunia Top 100 Singles           | 7       |
| Szwajcaria Top 100 Singles        | 3       |
| Szwecja Top 60 Singles            | 19      |
| United World Chart                | 2       |
| Wielka Brytania Top 75 Singles    | 3       |
| Włochy Top 50 Singles             | 10      |

## Nagrody
| Rodzaj                 | Kategoria                                           | Gatunek | Rok  | Wynik   |
| ---------------------- | --------------------------------------------------- | ------- | ---- | ------- |
| MTV Video Music Awards | MTV Video Music Award for Best Hip Hop Video        | Hip Hop | 2006 | Wygrana |
| Grammy                 | Najlepsza piosenka wykonywana przez duet bądź grupę | Pop     | 2007 | Wygrana |

## Certyfikaty
| Państwo   | Certyfikat | Data            | Sprzedaż  |
| --------- | ---------- | --------------- | --------- |
| Australia | Platyna    | 2005            | 70,000    |
| USA       | 2x Platyna | 14 czerwca 2006 | 2,000,000 |